# Ruska Wieś (Iwanowice Włościańskie)
Ruska Wieś – część wsi Iwanowice Włościańskie w Polsce, położona w województwie małopolskim, w powiecie krakowskim, w gminie Iwanowice.
W latach 1975–1998 Ruska Wieś administracyjnie należała do województwa krakowskiego.